# DLR Projektträger

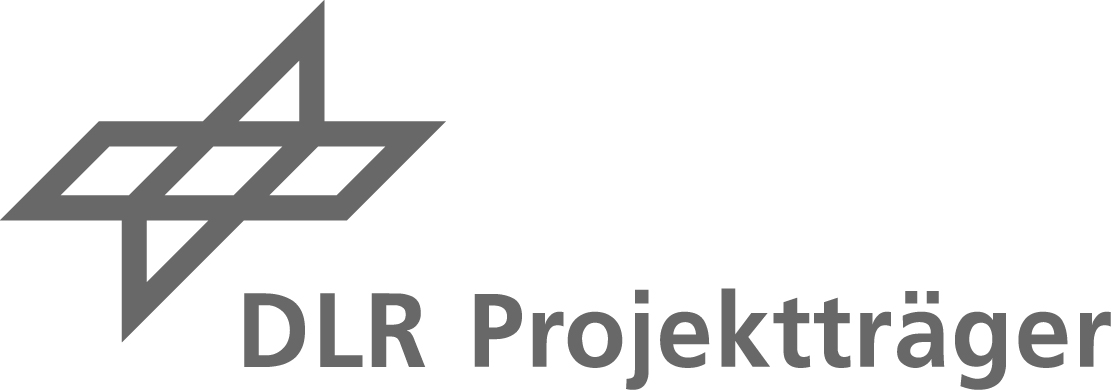
Logo

Der DLR Projektträger ist als Teil des Deutschen Zentrums für Luft- und Raumfahrt e. V. ein seit 1974 tätiger Projektträger und damit Dienstleister für das Management von Forschung, Bildung und Innovation. Im Auftrag von deutschen Bundes- und Landesministerien, der Europäischen Kommission, von Stiftungen, Interessenverbänden und Wissenschaftsorganisationen erarbeitet er Strategien und Konzepte für Wissenschaft, Wirtschaft und Politik, steuert Förderprogramme und Förderprojekte, begleitet fachliche und gesellschaftliche Dialoge und wirkt am Wissenstransfer sowie der Wissensverwertung mit. 2023 betreute der DLR Projektträger 14.546 Fördervorhaben und bewirtschaftete Fördermittel im Gesamtwert von 2,02 Mrd. Euro. Er gehört zu den größten Projektträgern Deutschlands.

## Historie und Entwicklung
| Jahr | Anzahl     |
| ---- | ---------- |
| 1995 | 130        |
| 2002 | rund 500   |
| 2010 | 740        |
| 2015 | 984        |
| 2020 | 1.359      |
| 2021 | rund 1.500 |
| 2022 | rund 1.600 |
| 2023 | rund 1.600 |

1974 legte das Bundesministerium für Forschung und Technologie (BMFT) unter Hans Matthöfer das Aktionsprogramm Humanisierung des Arbeitslebens (HdA) auf.  Die damalige Deutsche Forschungs- und Versuchsanstalt für Luft- und Raumfahrt (DFVLR) wurde mit dem Management der finanziellen Ressourcen betraut und richtete in Bonn den Projektträger Humanisierung des Arbeitslebens (PT-HdA) ein. Das Aktionsprogramm sollte in der sich verändernden Arbeitswelt die Partizipationsmöglichkeiten der Beschäftigten stärken sowie „durch eine praxisorientierte Forschungsförderung methodische Lücken bei der Verbesserung der Arbeitsbedingungen […] schließen“ und fand auch in Bildungsminister Helmut Rohde und Arbeitsminister Walter Arendt aktive Unterstützer. Von 1974 bis 1978 beliefen sich die HdA-Mittel auf zusammen 234 Mio. DM; lagen sie im Budgetjahr 1974 noch bei 11,3 Mio. DM, so beliefen sie sich 1982 auf 107 Mio. DM.
Ebenfalls 1974 wurde die Mittelverwaltung und -steuerung des Bundesprogramms Technik im Dienste der Gesundheit in die Hände der DFVLR gegeben, das in Köln-Porz einen entsprechenden Projektträger einrichtete. Das dritte Programm, dessen Mittel aus dem BMFT ab 1975 durch einen Projektträger der DFVLR verwaltet wurden, war Umweltschutztechnik, hier war der Projektträger Umweltschutztechnik verantwortlich. ebenfalls in Köln-Porz angesiedelt.
1989 wurde das Programm Humanisierung des Arbeitslebens in das Nachfolgeprogramm Arbeit und Technik überführt. Die drei Projektträger, die mittlerweile alle in Bonn ihren Standort hatten und eine Bürogemeinschaft betrieben, nannten sich ab 1989 Projektträger Arbeit, Umwelt und Gesundheit (PT-AUG).
Der PT-AUG übernahm 1990 die Projektträgertätigkeit für das neue BMFT-Programm Umweltsystemforschung, das wegen der Komplexität der Umweltprobleme neben dem bereits laufenden Programm Umweltschutztechnik eingerichtet wurde. Der PT-AUG  erweiterte 1995 seine Aufgaben durch Übernahme eines weiteren Teils der Projektträgerschaft Forschung im Dienste der Gesundheit, der zuvor von der Gesellschaft für Strahlen- und Umweltforschung erbracht worden war. Im selben Jahr entstand durch Überführung der vier bis dahin selbstständigen Projektträger Forschung im Dienste der Gesundheit, Arbeit und Technik, Umwelttechnik und Umweltsystemforschung in eine Organisationseinheit der heute gebräuchliche Name: DLR Projektträger. 1996 erweiterte der DLR Projektträger seine Aufgaben einerseits durch die Integration von zwei zuvor bereits im DLR angesiedelten Einheiten: des Internationalen Büros des BMBF und des Osteuropaverbindungsbüros des BMBF, andererseits durch die Betreuung von Vorhaben im Bereich der Geisteswissenschaften im Rahmen eines BMBF-Förderkonzeptes. Ein Jahr später, 1997, errichtete der DLR Projektträger die Querschnittskontaktstelle für alle Nationalen Kontaktstellen des BMBF für das Europäische Forschungsrahmenprogramm aller Projektträger. 1998 wurde das ebenfalls bereits im DLR vorhandene EUREKA/COST Büro des BMBF in den DLR Projektträger integriert. Im Jahr darauf kam eine weitere Projektträgertätigkeit hinzu: die für den Bereich Humangenomforschung, auch hier war das BMBF der Mittelgeber.
Im Jahr 2000 beauftragte das BMBF den DLR Projektträger mit der Projektträgerschaft in den Arbeitsgebieten Bildungsforschung sowie Chancengleichheit/Genderforschung. Gemeinsam mit dem Arbeitsgebiet Geisteswissenschaften wurden sie in einer Organisationseinheit zusammengefasst. Im selben Jahr wirkte der DLR Projektträger auch an der Umstrukturierung der Helmholtz-Gemeinschaft durch Projektförderung mit. Zwei Jahre später kam es zur Zusammenführung der beiden großen Projektträger beim DLR: DLR Projektträger und PT-Informationstechnik zum Projektträger im DLR (PT-DLR). Die Wurzeln des PT-Informationstechnik reichten ebenfalls weit zurück: Ab 1975 befasste er sich mit nationalen, europäischen und internationalen Vorhaben – häufig im Verbund organisiert – auf dem Gebiet der Informations- und Kommunikationstechnologien, oft mit Schwerpunkten im Bereich von Forschung und Entwicklung; Mikroelektronik und Informatiksysteme kamen später hinzu, ferner die enge Zusammenarbeit mit dem Projektträger Multimedia. Nach 2002 übernahm PT-DLR die Projektträgertätigkeit im Bereich Neue Medien in der Bildung und Fachinformationen. Ab 2003 wuchs er durch eine steigende Zahl von Aufträgen für alle Organisationseinheiten sowie durch zentrale Organisation und Betreuung der Wissenschaftsjahre (ab 2004). 2007 übernahm der PT-DLR jene Teile des Internationalen Büros des BMBF, die zuvor beim Forschungszentrum Jülich angesiedelt waren.
Zwei größere Reorganisationsmaßnahmen des wachsenden Projektträgers wurden 2011 beziehungsweise 2016 gestartet. 2015 erfolgte durch die neue Leitung die Rückbenennung in DLR Projektträger, um so die Zugehörigkeit zum Markenkern des Deutschen Zentrums für Luft- und Raumfahrt zu unterstreichen. Der Projektträger eröffnete zudem weitere Büros: 2016 in Düsseldorf, 2019 in Brüssel, 2020 in Dresden und 2023 in Berlin.

## Aufgaben und Auftraggeber
Der DLR Projektträger berät Antragsteller zu Fördermitteln, bereitet Förderentscheidungen vor, betreut Fördervorhaben während ihrer Laufzeit und sorgt für die Erfolgskontrolle. Ein weiteres Aufgabengebiet ist die Politikberatung. Inhaltlich geht es auf regionaler, nationaler und internationaler Ebene vor allem um Forschung, Bildung und Innovation.
Zu den Auftraggebern zählen deutsche Bundes- und Landesministerien, die Europäische Kommission, verschiedene Stiftungen, Wissenschaftsorganisationen und Interessenverbände, beispielsweise das Bundesministerium für Bildung und Forschung, das Bundesministerium für Wirtschaft und Klimaschutz, das Bundesministerium für Wohnen, Stadtentwicklung und Bauwesen, das Bundesministerium für Verkehr und digitale Infrastruktur, das Bundesministerium für Gesundheit, das Bundesamt für Naturschutz, der Gemeinsame Bundesausschuss, die Hamburger Behörde für Wissenschaft, Forschung, Gleichstellung und Bezirke, die Baden-Württemberg Stiftung oder die Heinz Nixdorf Stiftung.

## Organisation, Bereiche und Betriebsstätten

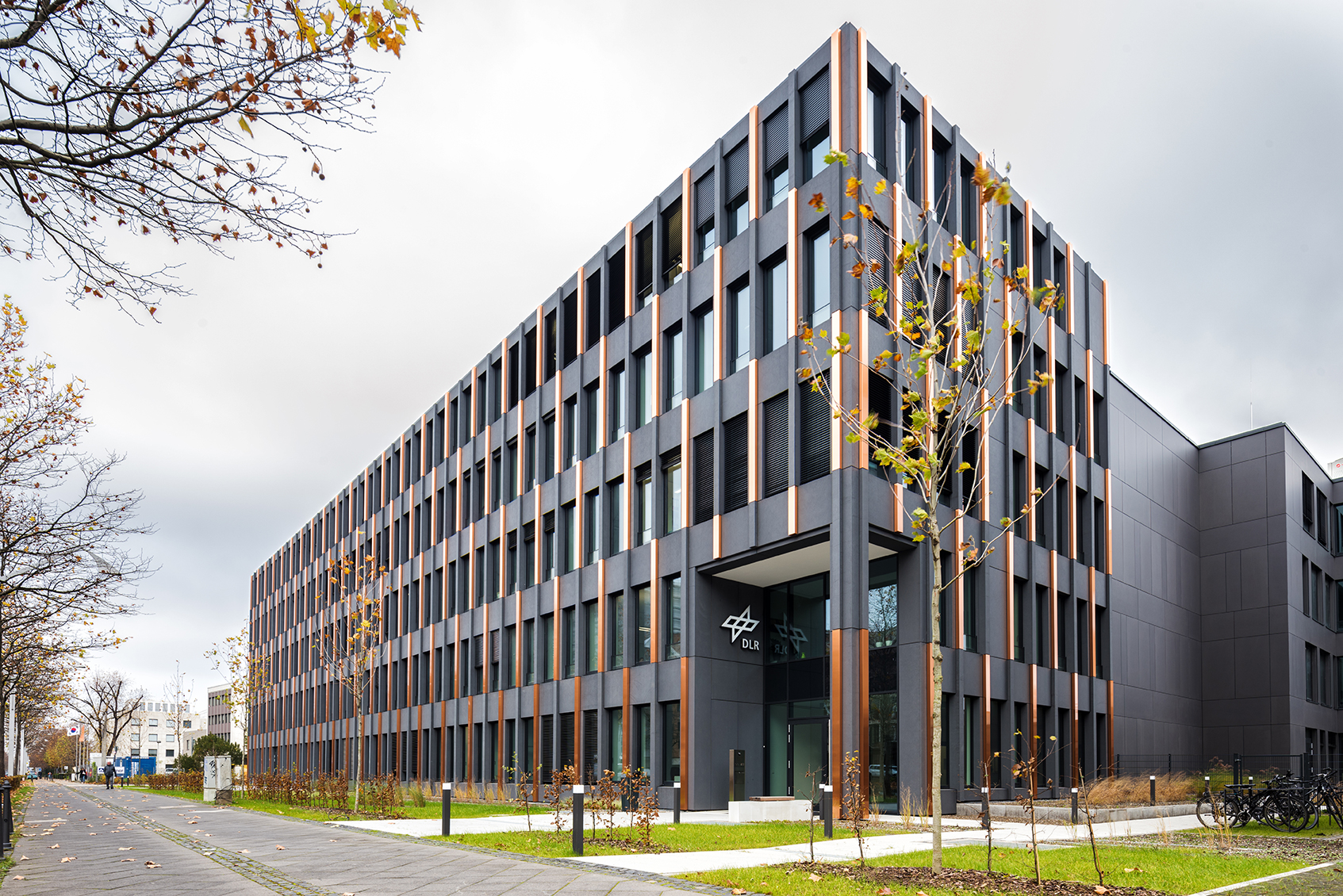
DLR Projektträger – Sitz der Geschäftsleitung

Der DLR Projektträger ist Teil des Deutschen Zentrums für Luft- und Raumfahrt und damit rechtlich Teil eines eingetragenen Vereins. Innerhalb des Deutschen Zentrums für Luft- und Raumfahrt zählt der DLR Projektträger als wirtschaftlicher Geschäftsbetrieb zum Geschäftsfeld „Wissenschafts-, Innovations- und Bildungsmanagement“. Über seine Aktivitäten berichtet der DLR Projektträger regelmäßig, unter anderem in Form von Pressemitteilungen, auf seiner Website und in einem eigenen jährlichen Geschäftsbericht.
Entsprechend seinen Erfahrungen und Kompetenzen gliedert er sich nach seinem Organigramm in folgende Bereiche (Stand: 2023):
- Europäische und internationale Zusammenarbeit
- Gesundheit
- Gesellschaft, Innovation, Technologie
- Bildung, Gender
- Umwelt und Nachhaltigkeit
- Kompetenzzentren und Services

Der Hauptsitz ist in Bonn. Eine weitere Betriebsstätte befindet sich in Berlin. Büros gibt es zudem in Brüssel, Dresden und Düsseldorf.

## Führung, Mitarbeiter und Studium
Klaus Uckel leitet den DLR Projektträger seit Anfang Januar 2015. Sein Stellvertreter ist seither Jörn Sonnenburg. Zum Jahresende 2023 beschäftigte der DLR Projektträger rund 1.600 Personen. Seit 2021 bietet der DLR Projektträger ein Duales Studium an, Partner ist dabei die Hochschule Koblenz mit ihrem RheinAhrCampus Remagen.

## Nationale Kontaktstellen
Im Auftrag der Bundesregierung betreibt der DLR Projektträger 13 von 19 Nationalen Kontaktstellen (NKS), beteiligt sich an zwei weiteren NKS und betreut verschiedene Beratungsstellen rund um Horizont Europa (Stand: 2023). Diese Stellen werden von der Bundesregierung gegenüber der Europäischen Kommission benannt und sind Ansprechpartner für Unternehmen und Forschende, die sich über europäische Förderprogramme informieren beziehungsweise daran mitwirken wollen.

## Koordinierungs- und Informationsstellen
Sechs Koordinierungs- und Informationsstellen sind aktuell beim DLR Projektträger angesiedelt:
- Deutsche IPCC-Koordinierungsstelle[37]
- Deutsche IPBES-Koordinierungsstelle[38]
- EUREKA-Büro[39]
- COST-Büro[40]
- Internationales Büro (des Bundesministeriums für Bildung und Forschung)[41][42]
- EU-Büro des Bundesministeriums für Bildung und Forschung[43]

Seit 2021 führt der Projektträger auch die Koordinierungs- und Transferstelle Modellprojekte Smart Cities.

## Geschäftszahlen
|                           | 2020   | 2021   | 2022   | 2023   |
| Anzahl der Fördervorhaben | 11.870 | 15.029 | 15.633 | 14.546 |
| Fördermittel (in Mrd. €)  | 2,24   | 2,01   | 1,98   | 2,02   |

## Mitgliedschaften
Der DLR Projektträger ist Mitglied im PT-NETZ – Netzwerk der Projektträger.